# Actinote sobrina
Actinote sobrina är en fjärilsart som beskrevs av Jordan 1910. Actinote sobrina ingår i släktet Actinote och familjen praktfjärilar. Inga underarter finns listade i Catalogue of Life.